# آلون هارازی
آلون هارازی (به انگلیسی: Alon Harazi) مدافع اهل اسرائیل است که از سال ۱۹۹۲ تا ۲۰۰۶ میلادی عضو تیم ملی فوتبال اسرائیل بوده و در ۸۹ بازی ملی حضور داشته است. آلون هارازی توانسته در بازی‌های ملی، ۲ گل به ثمر برساند.